# Міст надто далеко (фільм, 1977)
«Міст надто далеко» (англ. A Bridge Too Far) — епічний американо-британський воєнно-історичний фільм 1977 року режисера Річарда Аттенборо, заснований на однойменній книзі 1974 року ірландського та американського письменника і журналіста Корнеліуса Раяна, адаптованої Вільямом Голдменом. У кінострічці розповідається про військову операцію 1944 року, одну з найважливіших операцій Антигітлерівської коаліції в Західній Європі. У фільмі грає блискучий акторський склад. Музику до фільму написав Джон Едісон, який служив у британському 30-му армійському корпусі під час цієї операції.

## Сюжет
У кінострічці розповідається про історію провалу Голландської повітряно-десантної операції під час Другої світової війни, спроби союзників прорвати німецькі лінії і захопити кілька мостів на окупованій території, в тому числі один в Арнемі, з головною метою обійти німецьку оборону щоб закінчити війну до Різдва 1944 року.

## Ролі виконують
- Дірк Богард — генерал-лейтенант сер Фредерік «Хлопчик» Браунінг
- Джеймс Каан — штаб-сержант Едді Доган
- Майкл Кейн — підполковник Джон Ормсбі Евлін «Джо» Венделер
- Шон Коннері — генерал-майор Рой Уркварт
- Едвард Фокс — генерал-лейтенант Браян Горокс
- Елліотт Ґулд — полковник Роберт Стаут
- Раян О'Ніл — бригадний генерал Джеймс Моріс Гевін
- Ентоні Гопкінс — підполковник Джон Фрост
- Джин Гекмен — генерал-майор Станіслав Сосабовський
- Пол Максвелл[en] — генерал-майор Максвелл Давенпорт Тейлор
- Лоуренс Олів'є — лікар Ян Спандер
- Френк Граймс — майор Фулер
- Роберт Редфорд — майор Джуліан Кук
- Максиміліан Шелл — обергрупенфюрер СС Вільгельм Біттріх
- Гарді Крюгер[de] — генерал-майор Карл Людвіг (базується на образі Гайнца Гармеля, який не захотів, щоб його ім'я згадувалось у фільмі)
- Вольфганг Прайс[de] — генерал-фельдмаршал Герд фон Рундштедт
- Лів Ульман — Кейт тер Горст

## Навколо фільму
- Кінокритики звинувачували продюсера Джозефа Едварда Лівайна за те, що він вибрав тридцяти п'ятирічного Раяна О'Ніла, щоб грати генерала армії. Однак, насправді бригадний генерал Джеймс Моріс Гевін під час битви мав лише тридцять сім років. Після цієї битви, Гевін був призначений генерал-майором, а в тридцять сім років був наймолодшою  людиною, яка коли-небудь мала такий чин.
- Для зйомок фільму змогли знайти лише чотири американські танки «Ше́рман». Інші танки, яких на екрані значно більше, це пластикові форми, встановлені поверх автомобілів «Ленд Ровер».

## Нагороди
- 1977 Нагорода Британської спілки кінематографістів (British Society of Cinematographers[en]):
  - за найкращу операторську роботу — Джефрі Ансворт
- 1977 Премія Національної спілки кінокритиків США:
  - за найкращу чоловічу роль другого плану — Едвард Фокс
- 1978 Премія BAFTA, Британської академії телебачення та кіномистецтва:
  - за найкращу чоловічу роль другого плану — Едвард Фокс
  - за найкращу операторську роботу — Джефрі Ансворт
  - за найкращий звук — Пітер Горокс, Джеррі Гамфріс, Саймон Кей, Робін О'Доног'ю, Лес Вігінс
  - премія Ентоні Асквіта за музику до кінофільмів — Джон Едісон
- 1978 Нагорода Evening Standard British Film Awards[en]:
  - за найкращий фільм — Річард Аттенборо